# Callum O'Dowda
Callum Joshua Ryan O'Dowda, född 23 april 1995, är en irländsk fotbollsspelare som spelar för Cardiff City.

## Klubbkarriär
Den 14 juli 2016 värvades O'Dowda av Bristol City, där han skrev på ett treårskontrakt. I september 2019 förlängde O'Dowda sitt kontrakt med tre år.
Den 8 juni 2022 värvades O'Dowda av Championship-klubben Cardiff City, där han skrev på ett treårskontrakt.

## Landslagskarriär
O'Dowda debuterade för Irlands landslag den 31 maj 2016 i en 2–1-förlust mot Vitryssland, där han blev inbytt i den 75:e minuten mot Aiden McGeady.